# Застава Сен Пјера и Микелона
Локална застава Светог Пјера и Микелона је плава подлога са жутим бродом, за који се каже да је Гранд Хермин којим је Жак Картије дошао на Свети Пјер 15. јуна 1536. године. Три поља уз леву ивицу приказују порекло највећег дела становништва острва: од врха надоле Баске, Бретонце и Нормане. 
Незваничну заставу осмислио је Андре Патурел, локални бизнисмен који је прилагодио челенку коју је дизајнирао Леон Џонер. 